# Posició fortificada de Lieja
La Posició fortificada de Lieja o PFL és un cinturó de setze forts al voltant de la ciutat de Lieja, construït en dues fases entre 1887 i 1940.
Al 14 de juny de 1887, el govern belga va decidir de construir un cinturó de forts en un cercle d'un diàmetre de 52 km amb centre a la ciutat de Lieja. L'obra va ser dirigida pel general Henri Alexis Brialmont. Juntament amb els forts de Namur, havien de protegir les valls del Sambre i del Mosa contra una eventual invasió prussiana o francesa o les suposades vel·leïtats dels Països Baixos de tornar a crear un Regne Unit, com al període de 1815 a 1830.

## La primera sèrie de forts
Es va construir una primera sèrie de dotze forts, als quals cal afegir dues fortificacions més antigues modernitzades (el fort de La Citadelle de Liège i el fort de La Chartreuse): sis forts petits triangulars i sis forts llargs quadrilàters.
- el Fort de Barchon: fort llarg
- el Fort d'Evegnée: fort petit
- el Fort de Fléron: fort llarg
- el Fort de Chaudfontaine: fort petit
- el Fort d'Embourg: fort petit
- el Fort de Boncelles: fort llarg
- el Fort de Flémalle: fort llarg
- el Fort d'Hollogne: fort petit
- el Fort de Loncin: fort llarg
- el Fort de Lantin: fort petit
- el Fort de Liers: fort petit
- el Fort de Pontisse: fort llarg

Els forts llargs tenien una superfície de dotze hectàrees i eren armats cadascú de
- 2 canons de 150 mm
- 4 canons de 120 mm
- 2 obusos de 210 mm
- 13 canons ràpids de 57 mm
- 450 artillers

Els forts petits tenien una superfície de sis hectàrees i eren armats cadascú de
- 2 canons de 150 mm
- 4 canons de 120 mm
- 1 obusos de 210 mm
- 10 canons ràpids de 57 mm
- 250 artillers

Els canons llargs i els obusos servien de suport dels artillers. Els canons ràpids es trobaven a les casamates de les quals supervisaven els fossats secs. Els murs dels forts es van construir de formigó no armat fet amb còdols de l'Ourthe i eren calculats per a resistir granades d'artilleria d'un calibre de 210 mm.

## La primera guerra mundial

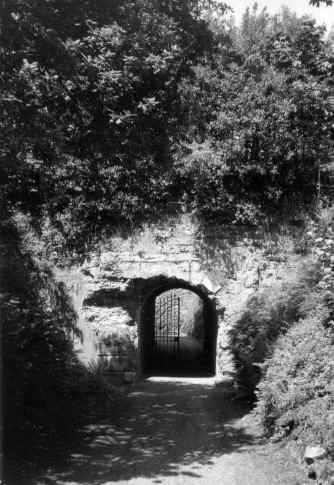
Entrada del fort de Loncin

Des de l'inici d'agost de 1914 el general Gérard Leman va equipar els forts amb tres mil homes i va estacionar uns 23.000 homes entre els forts. Després de la construcció, els forts mai no van ser adaptats a les noves armes com els morters de calibre 420 mm. A l'inici de la invasió, l'exèrcit prussià, conduït pel general Erich Ludendorff va subestimar la força de resistència en no portar els obusos anomenats Dicke Bertha (trad.: La Gran Bertha), i cregué que amb l'artilleria de 210 mm n'hi hauria prou, cosa que es palesà com un error estratègic. Les tropes belgues es van recloure a l'interior dels forts durant el barratge d'artilleria, i després van atacar les tropes prussianes, causant-los alguns milers de morts. Tot i això, Ludendorff va ser condecorat amb l'orde Pour le Mérite a l'agost de 1914 pel setge de Lieja.
En arribar uns dies més tard, les Dicke Bertha van acabar amb la resistència belga després d'una lluita de deu dies. En explotar una granada de 420 mm a la santabàrbara del Fort de Loncin al 16 d'agost de 1914, el fort va explotar i centenars de soldats hi van morir. La majoria de les seves despulles han romàs al lloc. El general Leman va sobreviure l'atac. Els serveis de propaganda prussians van utilitzar el fet per a convèncer els defensors dels altres forts de rendir-se.
Tot i acabar per rendir-se, la defensa de Lieja va alentir força la invasió, que només havia previst tres dies per a prendre Lieja camí cap a una invasió per sorpresa de París. La setmana de respir va ser suficient perquè l'exèrcit francès pogués reorganitzar-se i desfer l'efecte de sorpresa. Sense la resistència a Bèlgica, es pensa que l'ocupació per sorpresa de París hauria estat possible. Després de la guerra, França va atorgar la Legió d'Honor a la ciutat de Lieja a tall de reconeixement.

## De 1918 a 1940
Els vuit forts meridionals, oriental i septentrionals van modernitzar-se: formigó armat, ventilació, protecció de les línies telefòniques… El fort de Loncin era completament inutilitzable i la reconstrucció impossible. Els forts occidentals es van reemplaçar per una nova sèrie de quatre forts, a uns 20 km del centre de Lieja:
- el Fort d'Eben-Emael
- el Fort d'Aubin-Neufchâteau
- el Fort de Battice a Battice
- el Fort de Tancrémont a Pepinster
- també es preveia la construcció del Fort de Sougné-Remouchamps, que no s'arribà a realitzar.

## La segona guerra mundial
Al pla d'atac alemany Fall Gelb, preveia una invasió molt ràpida de Bèlgica i dels Països Baixos abans d'atacar França. Així volien evitar els errors de la primera guerra mundial.
El 10 de maig de 1940 van atacar de sorpresa el Fort d'Eben-Emael al quart de cinc del matí les quatre, el nucli central de la defensa, amb un atac per sorpresa d'una eficàcia impressionant. Trenta hores després, l'11 de maig a un quart de nou, el fort va capitular.
Les forces terrestres alemanyes van prosseguir la invasió. El 22 de maig, els forts de Battice i d'Aubin-Neufchâteau van caure. Durant la guerra, van fer servir Eben-Emael per a la propaganda. Els altres servien per a experimentar armes noves. A la Citadelle de Liège van organitzar una presó a la qual van assassinar molts resistents.

## Avui
Com que no van poder recuperar-se les despulles dels morts, el Fort de Loncin és considerat un cementiri, i al seu costat es vab construir un monument i un museu. La part major dels forts de Fléron i de Pontisse van derrocar-se i urbanitzar. Durant molt anys, el fort d'Eben-Emael va servir de magatzem militar abans de transformar-se en museu. El de Chaudfontaine serveix de terreny d'aventures.
Als forts d'Aubin-Neufchâteau, Battice, Flémalle, Tancrémont, Barchon, Lantin i Liers s'organitzen de vegades visites amb guia.